# Holcocera pusilla
Holcocera pusilla é uma espécie de mariposa do gênero Holcocera pertencente à família Coleophoridae.